# Mennen (band)

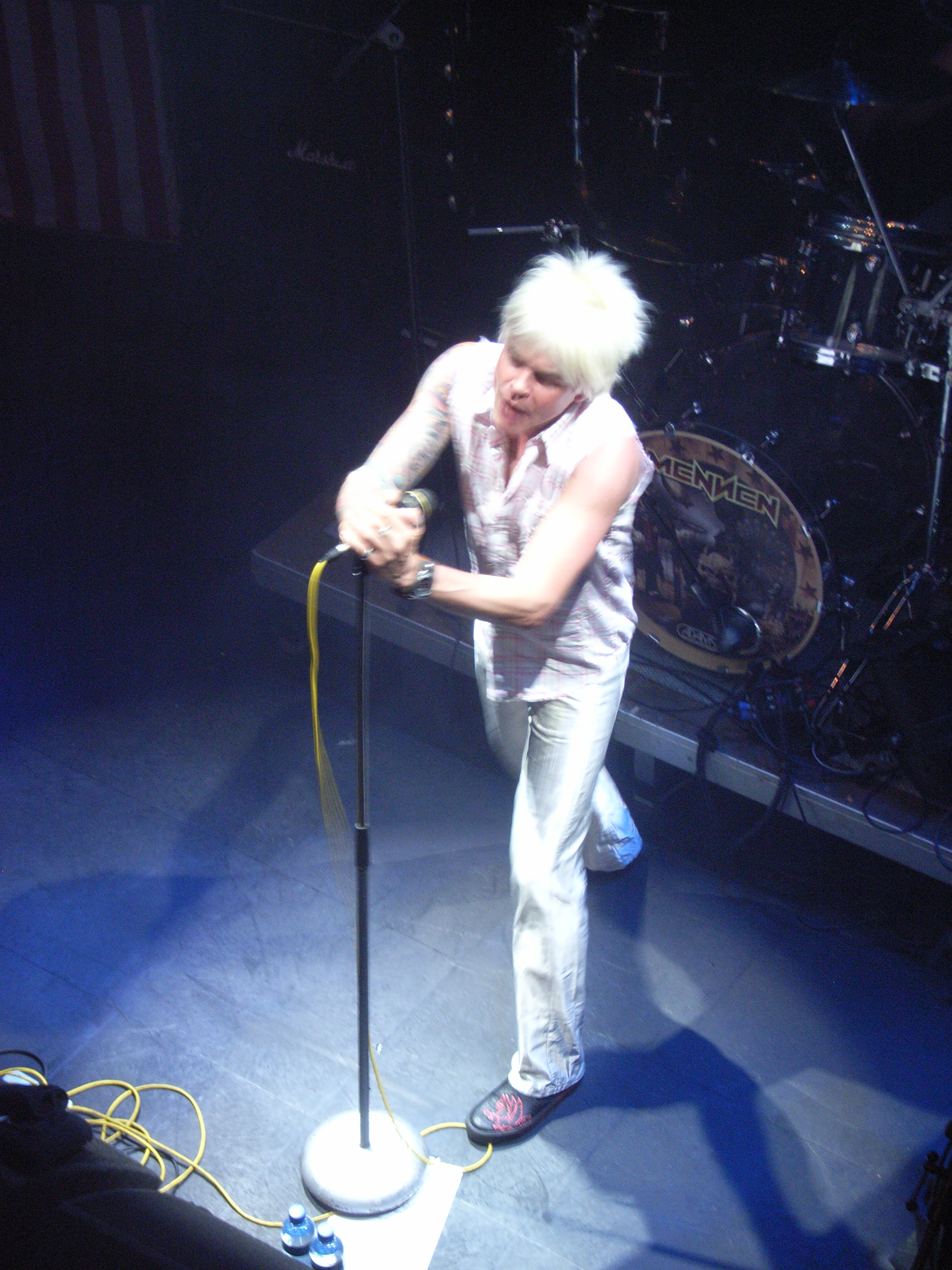
Joss Mennen in De Nieuwe Nor in Heerlen (25-5-08).

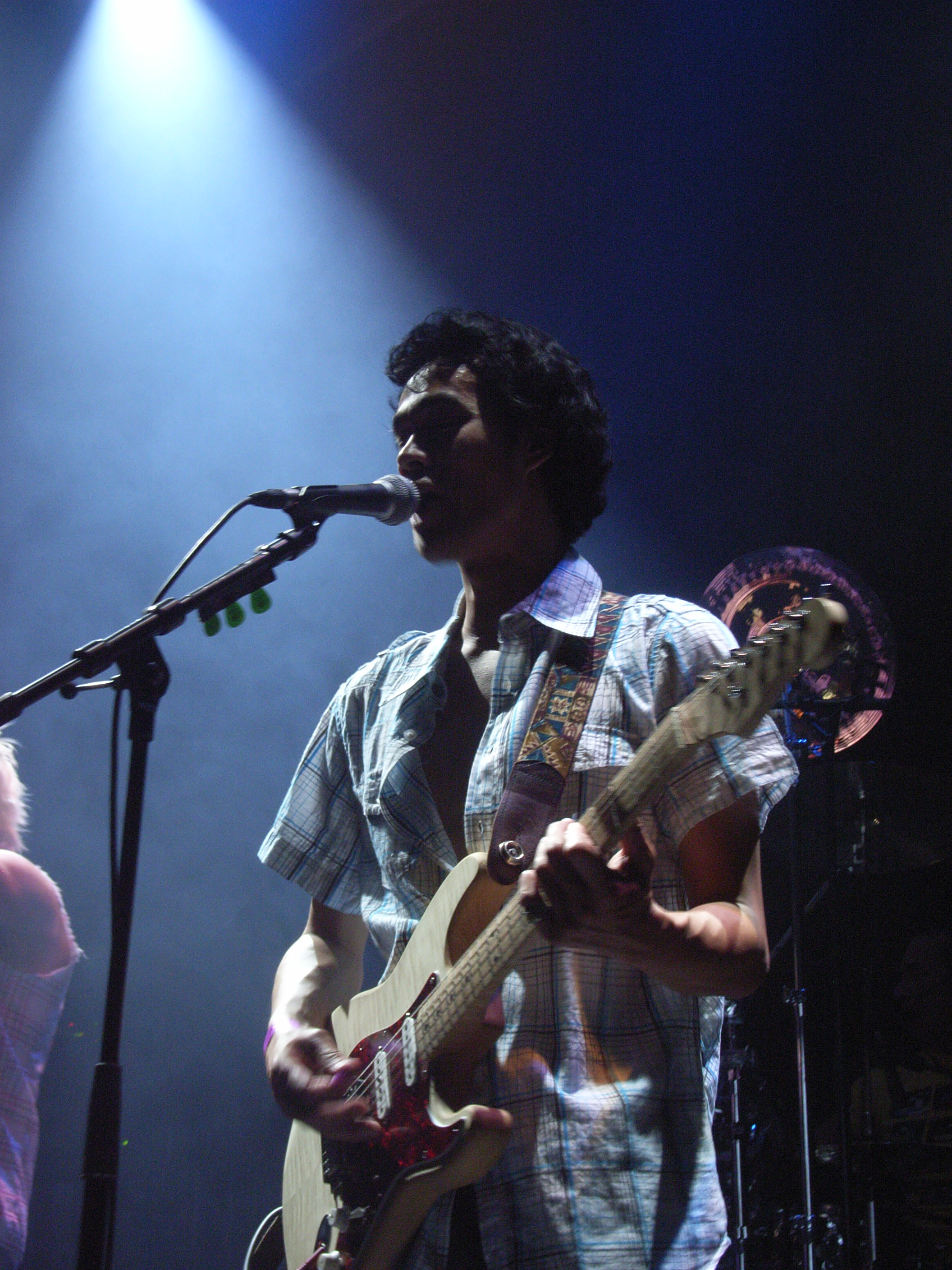
Gitarist Gino Rerimassie debuteert bij Mennen in Heerlen (25-5-08).

Mennen is een Nederlandse rock/metalband, met zijn oorsprong in Weert, rond de zanger Joss Mennen.

## Geschiedenis
De band werd gevormd in 1992, het jaar waarin Joss Mennen na twee albums de band Zinatra verliet. In 1994 kwam het debuutalbum Mennen uit. De muziek van Mennen "leunt meer naar de metal-kant dan de melodische hard-rock van Zinatra".
Het nummer River of Tears werd geschreven voor de slachtoffers van de overstromingen van de Maas in Limburg in 1995.
In 1998 stapten twee van de bandleden uit Mennen. Een nieuwe bassist, als vervanger voor Frenk Aendenroomer, werd gevonden in Alex Jansen. Vertrekkend gitarist P.P. werd echter niet vervangen. De band ging verder als viertal.

## Bezetting
- Joss Mennen: zang
- Eric van de Kerkhof: gitaar (tot 2008)
- P.P.: gitaar (tot 1998)
- Gino Rerimassie: gitaar (vanaf 2008)
- Frenk Aendenroomer: basgitaar (tot 1998)
- Alex Jansen: basgitaar (vanaf 1998)
- Fon Janssen: drum

## Discografie

### Albums
- 1994 - Mennen
- 1996 - Back to the real world
- 1999 - Age of fools
- 2001 - Circle of live (live)
- 2004 - Freakazoid
- 2008 - Planet black

### Singles
- 1995 - River of tears
- 2004 - Above the waterline / Down
- 2005 - Freakazoid